# بند السلام
يشير المفاوضون التجاريون عمومًا إلى المادة 13 من الاتفاق بشأن الزراعة في منظمة التجارة العالمية باسم بند السلام. وتنص المادة 13 على أن تدابير الدعم المحلي ودعم الصادرات لأحد أعضاء منظمة التجارة العالمية (WTO) التي تعد قانونية بموجب أحكام الاتفاق بشأن الزراعة لا يمكن الاعتراض عليها من قِبل أعضاء آخرين في منظمة التجارة العالمية على أساس أنها غير قانونية بموجب أحكام اتفاق آخر في المنظمة.
انقضت مدة بند السلام في 1 يناير 2004. ومن ثم، فإن الدول النامية وغيرها من الدول التي تفضل التجارة الحرة في السلع الزراعية، مثل مجموعة كيرنز يمكنها الآن استخدام آلية تسوية المنازعات في منظمة التجارة العالمية من أجل الاعتراض، وخصوصًا دعم صادرات الولايات المتحدة والاتحاد الأوروبي على المنتجات الزراعية.